# Cmentarz wojenny nr 317 – Bogucice
Cmentarz wojenny nr 317 – Bogucice – zabytkowy cmentarz żołnierzy poległych w I wojnie światowej, znajdujący się we wsi Bogucice, w gminie Bochnia, powiecie bocheńskim, województwie małopolskim. Jeden z ponad 400 zachodniogalicyjskich cmentarzy wojennych zbudowanych przez Oddział Grobów Wojennych C. i K. Komendantury Wojskowej w Krakowie. Z tej liczby w okręgu bocheńskim cmentarzy jest 46.
Cmentarz znajduje się około 200 m od drogi prowadzącej z Bochni do Uścia Solnego. Pochowanych jest na nim łącznie 52 żołnierzy poległych w dniu 30 listopada 1914 roku. Są oni pogrzebani w 7 grobach zbiorowych oraz 1 pojedynczym. Wśród nich jest:
- 11 żołnierzy armii austriackiej m.in. z 55 Pułku Piechoty, 95 Pułku Piechoty 16 Pułku Piechoty Obrony Krajowej, 32 Pułku Piechoty Obrony Krajowej. Z nazwiska znanych jest 5 żołnierzy.
- 41 żołnierzy armii rosyjskiej. Zidentyfikowano tylko 2 żołnierzy.

Cmentarz zaprojektowany został przez Franza Starka. Zachowany jest w bardzo dobrym stanie. Ma kształt prostokąta o łącznej powierzchni 114 m². Ogrodzenie jest wykonane z betonowych słupów, połączonych dwoma poprzeczkami z rur metalowych. Wejście pomiędzy dwoma słupami betonowymi zagrodzone jest masywnym łańcuchem z kutego żelaza. Głównym obiektem na cmentarzu jest betonowy pomnik w kształcie krzyża. Na pomniku umieszczony jest także żeliwny krzyż charakterystyczny dla dużej części cmentarzy z IX okręgu Bochnia. Na grobach zachowały się oryginalne kute krzyże jedno- i dwuramienne.

## Galeria

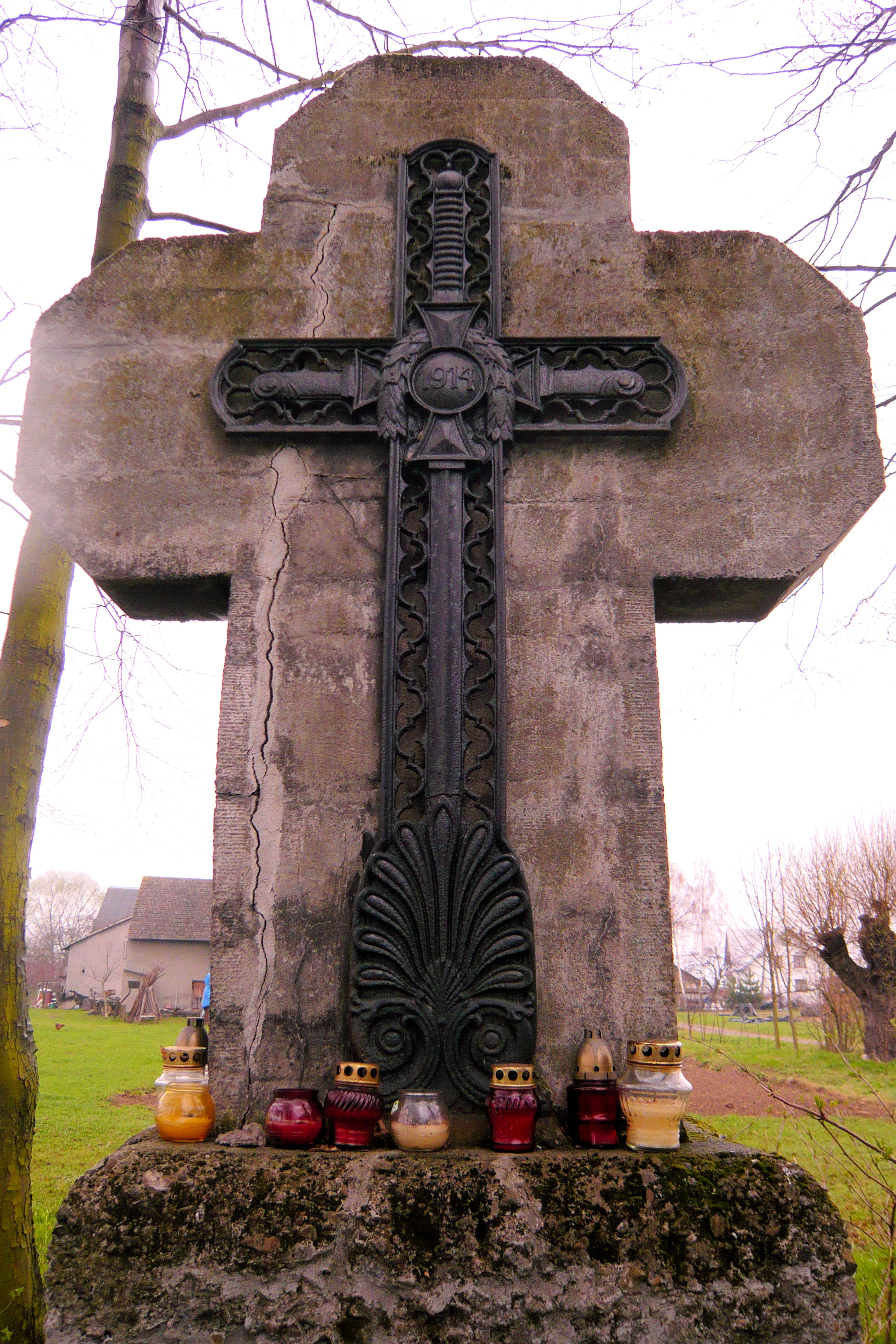
Pomnik główny
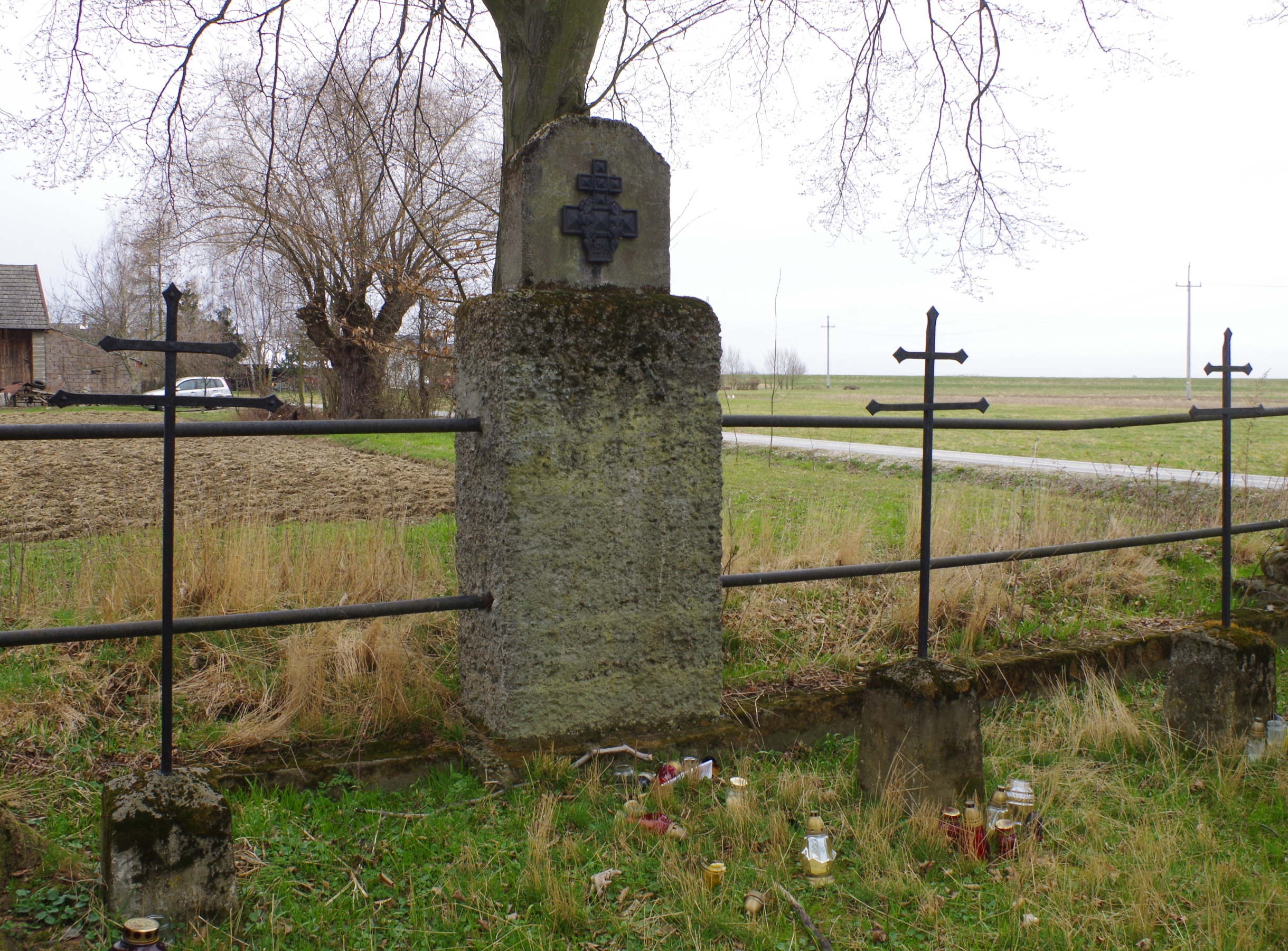
Boczne słupy
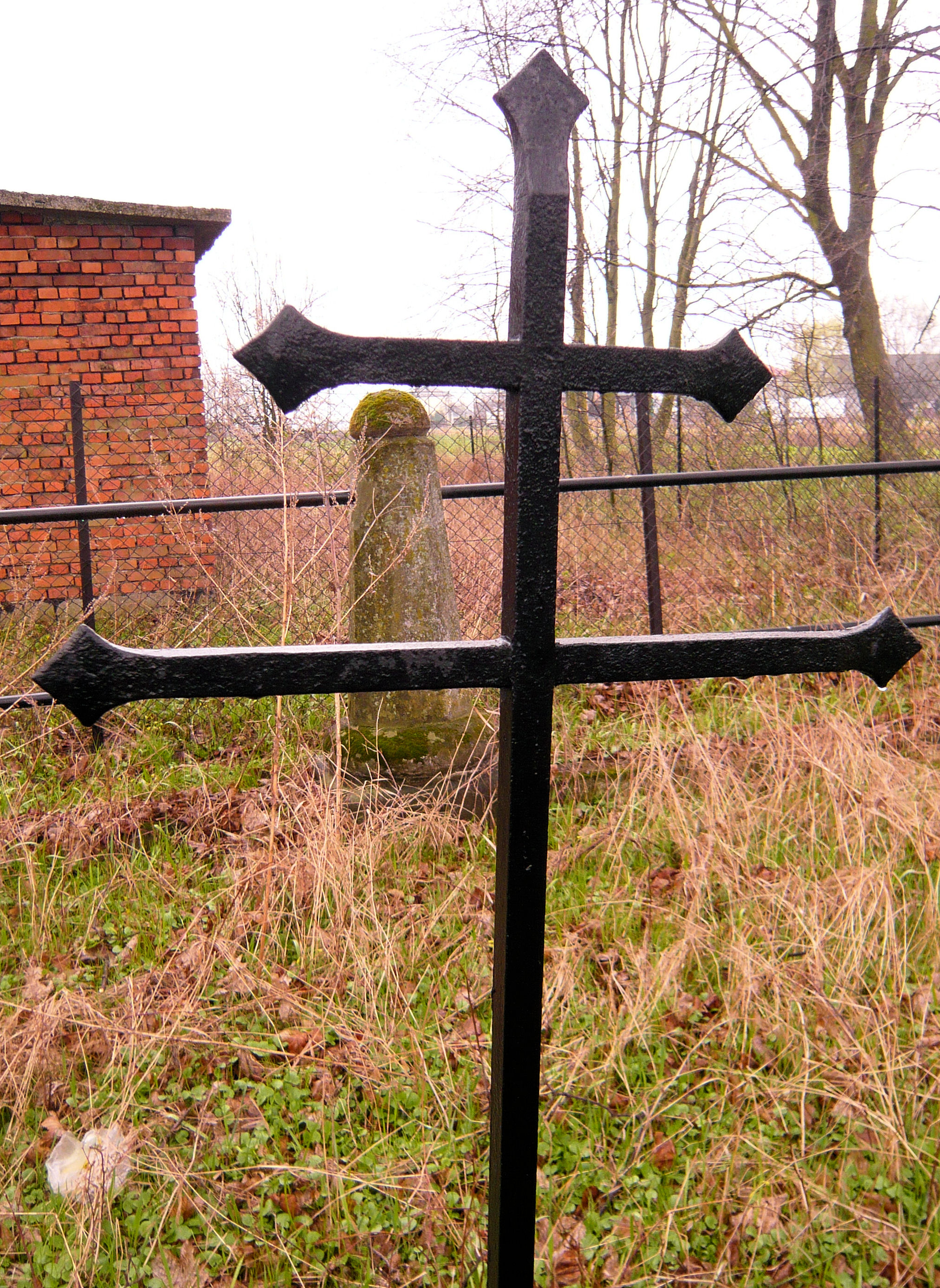
Kuty krzyż podwójny
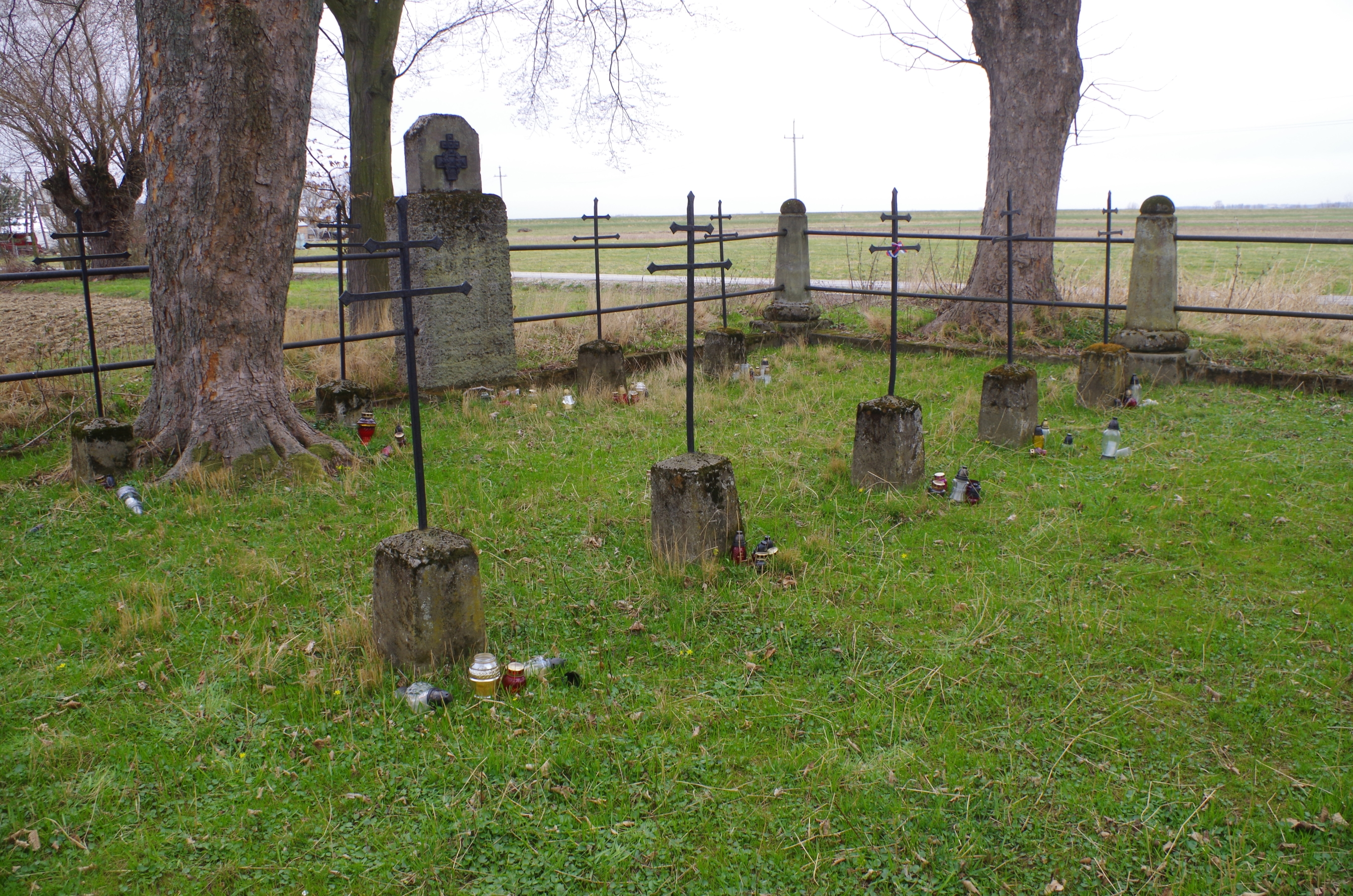
Rząd krzyży